# Йоан XVI (антипапа)
Йоан XVI със светско име Йоан Филагатос (на латински: Johannes XVI, Johannes Philagathos, (на старогръцки: Ἰωάννης Φιλάγαθος, на италиански: Giovanni Filagato; * Х век Росано, Калабрия; † 26 август 1001, Фулда) е през 997 – 998 г. антипапа към папа Григорий V. Йоан е учител на император Ото III и Григорий V.

## Живот
Произлиза от принадлежащия тогава към Византия Росано. Той е грък и е повикан в саксонския двор от Теофано Склирина, гръцката съпруга на Ото II. Според слухове императрицата и нейният съветник имат извънбрачна връзка. Между 980 и 982 г. и през 991 и 992 г. той служи като императорски канцлер в Италия. Освен това той е от 982 г. абат на Нонантола и от 988 г. архиепископ на Пиаченца.
Ото III го изпраща заедно с Бернвард, епископът на Вюрцбург, във Византия да му намерят годеница. На връщане Кесцентий I Номентан го уговаря да стане папа. Това кара Ото през 998 г. да предприеме поход до Италия. Преди да пристигне императора той бяга в Кампаня. Откриват го в една кула, обезобразяват го и го водят в Рим. Императорът поставя бившият учител на Григорий V без очи, нос и език, но покрит в папски одежди, седнал обратно на едно магаре с шапка от изтъркано кравешко виме в срамна процесия през Рим и по заповед на папа Григорий е заведен пред един църковен събор (синод). Там антипапа Йоан е свален формално. След това отново на магарето водят нещастника сред крещящата тъппа. Вероятно обезобразеният е закаран в манастир, където умира след три години. Преди обезобразяването му, в Рим се появява почти деветдесетгодишният Светията отшелник Нил от Росано и се моли при императора и папата за милост за сваления, но те му отказват.
След свалянето на Йоан Григорий V, братовчед на Ото III, отново е единствен Pontifex Maximus.